# Marieke Sanders-ten Holte
Maria Johanna (Marieke) Sanders-ten Holte (Assen, 7 november 1941) is een Nederlands voormalig directeur en politica voor de Volkspartij voor Vrijheid en Democratie (VVD).

## Levensloop
Marieke Sanders-ten Holte werd geboren als een dochter van een advocaat. Na het Gemeentelijk Lyceum te Emmen studeerde ze Engels aan de Rijksuniversiteit Groningen en Algemene Literatuur Wetenschap aan de Vrije Universiteit Amsterdam. Ze begon haar carrière als lerares Engels. Van 1987 tot 1999 was ze lid van de Provinciale Staten van Noord-Holland. Daarna was ze conrector aan het Coornhert lyceum in Haarlem. Van 1992 tot 1994 functioneerde ze als hoofd van het centraal bureau van contractactiviteiten aan de Hogeschool Holland te Diemen. In 1994 vervolgde zij haar loopbaan als directeur van de Stichting Lezen. Van 20 juli 1999 tot 20 juli 2004 was ze lid van het Europees Parlement.
In 2006 was ze VN vrouwenvertegenwoordiger en ging ze naar de Algemene Vergadering van de Verenigde Naties om daar een speech te geven.
Ze trouwde op 18 maart 1967 te Emmen met mr Pieter Sanders en heeft twee kinderen.

## Ridderorde
- Ridder in de Orde van Oranje-Nassau, 1985

- Gemeinsame Normdatei: 1079504923
- International Standard Name Identifier: 0000 0003 5513 0024
- Nationale Bibliotheek van Tsjechië: js20080406028
- Nederlandse Thesaurus van Auteursnamen: 397099363
- Parlement.com: vghq1igg2avk
- Système universitaire de documentation: 194670333
- Virtual International Authority File: 84271921
- WorldCat: E39PBJcGmXXyTPKJhQPgYwjgrq